# Осп
Осп (словен. Osp) — поселення в общині Копер, Регіон Обално-крашка, Словенія. Висота над рівнем моря: 45 м.